# عدسية صغرية جذبية
عدسية صغرية جذبية في الفلك (بالإنجليزية: Gravitational microlensing) هي ظاهرة فلكية تنتج عدسة جاذبية ناتجة عن تجمع كثيف من النجوم. ينتج تجمع كثيف من النجوم عدسة جاذبية تعمل على انحناء الضوء الأتي من وارائها وتركزها في بؤرة فنستطيع مشاهدة مصدر الضوء مكبرا. تستخدم الطريقة لاكتشاف أجرام تحتلف كتلتها بين كتلة الكواكب وكتلك النجوم، بصرف النظر عن الضوء الصادر منهم.
من المعتاد ان يرصد الفلكيون أجراما لامعة مصدرة للضوء أو أجراما كبيرة تحجب الضوء خلفها الآتي من سحب غازات وغبار مضيئة. ولكن تلك الأجرام تشكل جزءا صغيرا من كتلة مجرة. أما طريقة العدسية الجذبية فهي تتيح امكانية رصد الاجرام المصدرة للضوء وكذلك لأجرام لا ترسل ضوءا.
عندما يكون نجم أو نجم زائف قريبا بالنسبة لمسار أشعته إلينا من مجموعة أجرام كبيرة وكثيفة، فإن أشعته تنحنى خلال سيرها في هذا الحقل الجذبي، مثلما تنحني الأشعة الساقطة على عدسة وتتجمع في البؤرة خلف العدسة. وقد استنتج اينشتاين مسألة انحناء الضوء عند مروره بحقل جاذبية عام 1915، وبين أن ينتج عن ذلك صورتين مشوهتين للنجم ناتجتين عن التضخيم الذي تحدثه عدسة الجاذبية.

## كيف تحدث

عدسية صغرية جذبية ناتجة من كوكب خارج المجموعة الشمسية.

تعتمد العدسية الصغرية على ظاهرة العدسة الجاذبية، حيث يعمل جرم كبير (العدسة) على انحناء الضوء الآتي من نجم خلفه (مصدر الضوء). ينتج انحناء الضوء في مجال جاذبية الجرم الكبير صورتين أو ثلاثة أو أكثر من ذلك (محيطة بالجرم الكبير) للنجم خلفه وتكون مشوهة منحنية.
مثل العدسية الصغرية كمثل عدسة الجاذبية ولكنها تفحص بتقنية أخرى. ففي عدسة الجاذبية تكون كتلة العدسة كبيرة (كتلة مجرة أو تجمع مجرات) حيث يمكن يمكن رصد انحناء الضوء بواسطة تلسكوب مثل تلسكوب هابل الفضائي. أما في العدسة الصغرية فتكون كتلة العدسة صغيرة (مثل كتلة كوكب أو كتلة نجم) بحيث لا يسهل مشاهدة انحناء الضوء خلالها. في تلك الحالة سوف يعبر الكوكب (العدسة) بمصدر الضوء خلال فترة زمنية معينة، لمدة ثوان أوحيلنا لمدة أعوام. واثناء تلك الفترة فسوف تتغير شدة لمعان النجم المصدر للضوء ويمكن دراستها. أي أن العدسية الصغرية هي ظاهرة عبور تتم خلال زمن مناسب لنا.

## البحث عن كواكب خارج المجموعة الشمسية

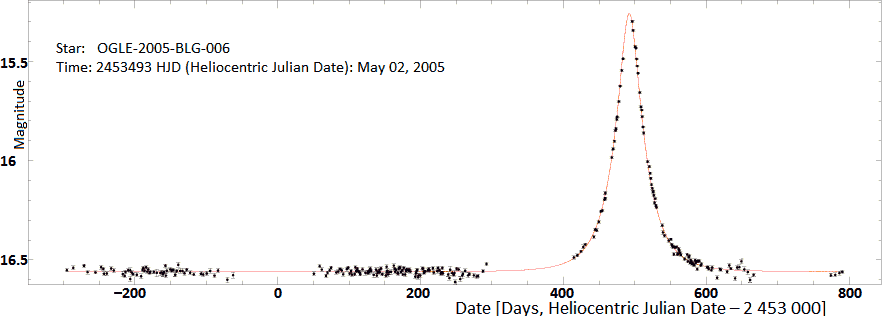
مثال لمنحنى ضوئي لأحد أحداث العدسية الصغرية. النقاط السوداء تبين نقط القياس ، حيث يبين المحور الأفقي الوحدة الزمنية باليوم. (الكوكب المكتشف OGLE_2005-BLG_006).

إذا كان للنجم الذي يحدث العدسية الصغرية كوكبا ويكون هذا الكوكب قريبا من مسار شعاع آتي إلينا من نجم خلفه، فإن مقياس اللمعان في تلسكوبنا يسجل منحنى ضوئيا لهذا اللقاء. يرتفع شدة الضوء رويدا رويدا ثم تنخفض بسبب تاثير العدسة الجذبية للنجم الوسطي، وبين زيادة شدة اللمعان وانخفاضها تأتي فترة تصل فيها شدة اللمعان إلى قمة تبقى لمدة ربما يوم واحد. بالفعل ترصد أمثال ذلك الحدث وهي نتيجة قرب الكوكب المكتشف من مسار أشعة الضوء الآتية من مصدر خلفه بعيد. وتقل شدة الضوء ثانيا بعدما يبتعد الكوكب في مداره عن النقطة التي حدث فيها تغيير في مسار أشعة الضوء (أنظر كوكب خارج المجموعة الشمسية).

## البحث عن المادة المظلمة
جاءت أول الفحوصات باستخدام العدسية الصغرية نتيجة لعمل عملي للفيزيائي البولندي «اوهدان بازينسكي» في عام 1986. إذا كان جزء كبير من المادة المظلمة في هالة مجرتنا - مجرة درب التبانة - يتكون من أجرام لا تصدر ضوءا، فإن اكتشافها يكون ممكنا بواسطة ظاهرة العدسية الصغرية، حيث يكون مصدر الضوء آتيا من سحابة ماجلان الكبرى. وبالفعل تم إجراء برنامج للبحث مثل «مشروع أوجلي» OGLE عام 1993 وتسجيل بعض النتائج. ولكن أمكن تفسير معظم النتائج بأها نتيجة لتجمعات نجمية معروفة وليست ناشئة من أجرام مادة مظلمة. وقد كان محل الدراسة النظرية نموذج يفترض أن تكون المادة المظلمة عبارة عن أجرام تبلغ كتلتها بين 10−6 إلى 10−2 كتلة شمسية، ولكنها لم تتحقق عمليا وإلا لاستطاع العلماء تسجيل العديد من احداث العدسية الصغرية.

## امكانيات ارصاد أخرى
نظرا لأن مشاهدات العدسية الصغرية لا تعتمد على الضوء الصادر من الجرم الجاري البحق عنه فإن ذلك التأثير يتيح للفلكيين امكانية دراسة أجرام كبيرة بصرف النظر عن ضعف الضوء الصادر منها. فهذه التقنية تصلح لدراسة تجمعات تلك الأجرام المظلمة في المجرات، ومن تلك الأجرام الأقزام البنية، والثقوب السوداء والأقزام الحمر والأقزام البيضاء والكواكب، والنجوم النيوترونية، والأجسام الثقيلة في هالة مجرة.
علاوة على ذلك فلا تعتمد العدسية الصغرية على طول موجة الضوء. بذلك يمكن استخدامها في دراسة أجرام تصدر أي نوع من أنواع الموجات الكهرومغناطيسية.